# Ivana Vaňková
Ivana Vaňková (* 12. července 1978 Svidník) je česká herečka slovenského původu.
Pochází z východního Slovenska, její otec je Rusín, matka Ukrajinka. V roce 2002 vystudovala muzikálové herectví na Divadelní fakultě Janáčkovy akademie múzických umění v Brně. V roce 2001 začala působit v Městském divadle Brno. Její první velkou rolí byla Anita v muzikálu West Side Story. Hostovala také v brněnském Národním divadle ve hře Muž z kraje La Mancha.
Objevila se také v televizních pořadech, když pro Českou televizi v seriálu Četnické humoresky vytvořila roli operetní subrety Elly Vienna.
V roce 2019 žila v Babicích nad Svitavou. Jejím partnerem je herec a režisér Petr Gazdík, se kterým má syna.

## Role vMěstském divadle Brno
- Lea – Svět plný andělů
- Rada – Cikáni jdou do nebe
- Vasja – Koločava
- Alexandra – Čarodějky z Eastwicku
- Dolly Leviová – Hello, Dolly!
- Lachoutová – Škola základ života
- Velma Kellyová – Chicago
- Paní Lyonsová – Pokrevní bratři
- Inez – Zorro
- Demetra – Cats
- Alexandra Owensová – Flashdance
- Donna Sheridanová – Mamma Mia!
- Paní Wormwoodová – Matilda